# Caçoila

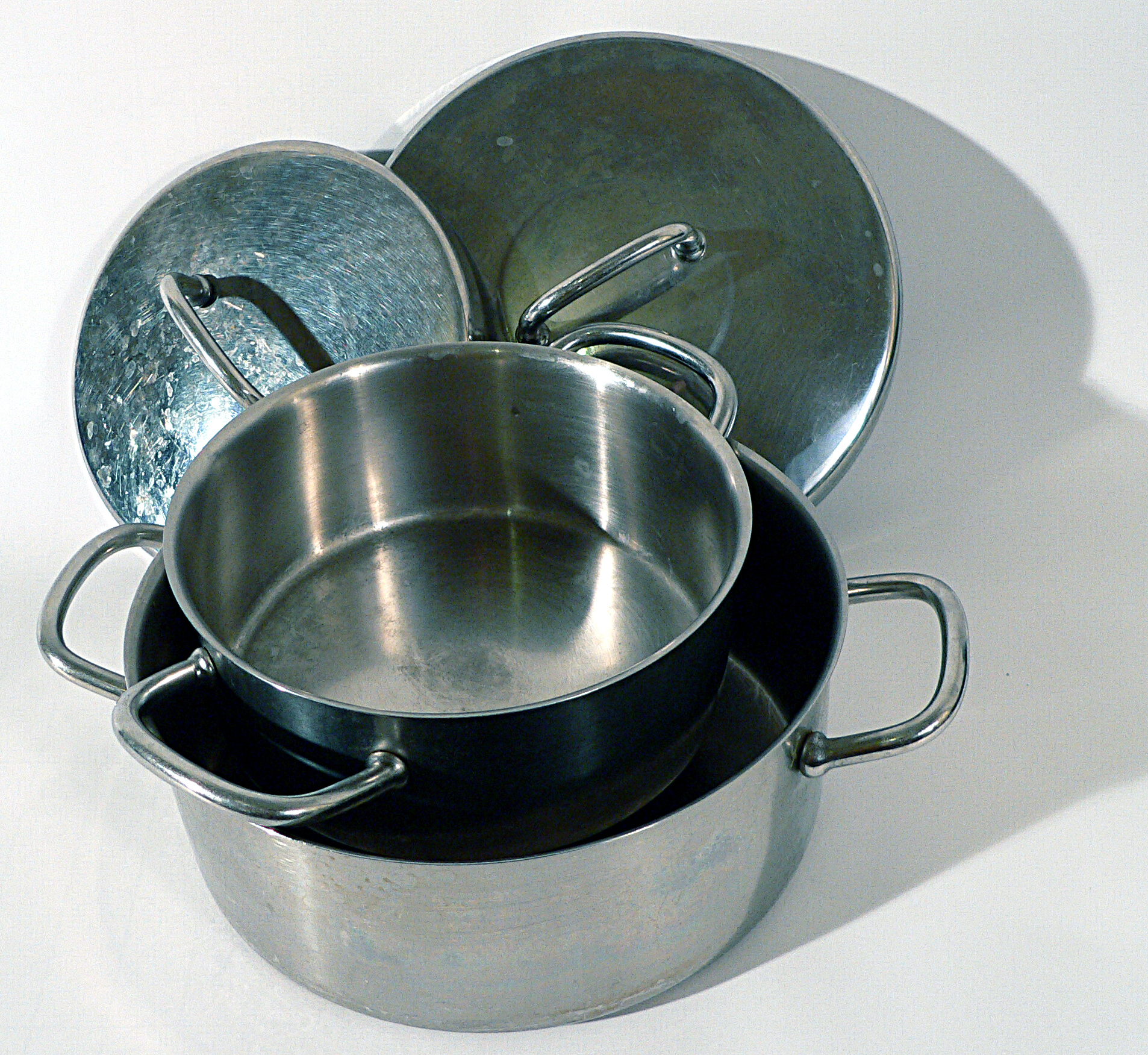
Um conjunto de caçarolas.

Caçoila, caçoula ou caçarola (do latim cattiōla-, «pequena escumadeira») é um utensílio culinário da família das panelas, ou seja, um recipiente geralmente com tampa utilizado para cozinhar sobre as bocas de um fogão. Por vezes, a referência a caçarolas como distintas das panelas diz respeito aos recipientes que têm duas pegas, na maioria iguais, em vez de apenas uma pega, esta sendo comprida. É indicada para o preparado de cozidos e ensopados. Portanto, Caçarola tem duas pegas e as panelas apenas um pega comprida.
Existem ainda várias receitas denominadas “caçarolas”, provavelmente por serem preparadas num objeto destes. Em língua inglesa, a palavra casserole (importada diretamente do francês) tem geralmente esta acepção e significa muitas vezes um guisado em que se mistura um tipo de carne barata, vegetais e um tipo de alimento farináceo, como arroz e batatas.
São feitas de argila ou metal, de diâmetro maior que a altura e provida de cabo. É também a denominação para os recipientes usados para queimar substâncias ou misturas aromáticas.